# Katar na Letnich Igrzyskach Olimpijskich 2012
Katar na XXX Letnich Igrzyskach Olimpijskich w Londynie reprezentowało 12 sportowców – 8 mężczyzn i 4 kobiety. Zdobyli oni dwa brązowe medale, zajmując 75. miejsce w klasyfikacji medalowej. Był to najlepszy występ reprezentantów tego kraju na igrzyskach olimpijskich w dotychczasowej historii. Podwojony został w ten sposób dorobek medalowy Kataru (dotychczas dwa brązowe z 1992 i 2000).
Był to ósmy start Kataru na letnich igrzyskach olimpijskich.

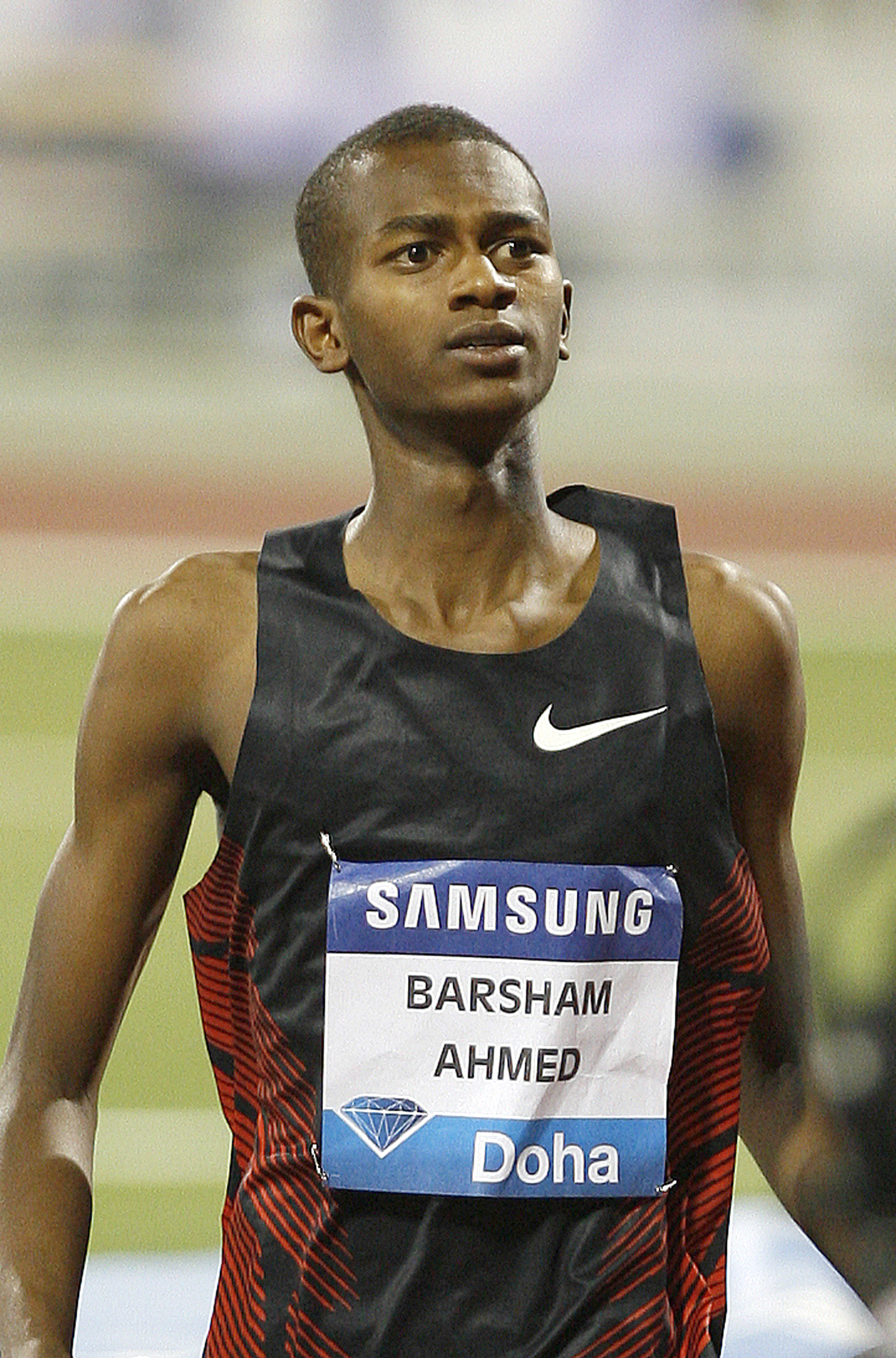
Mutaz Essa Barshim – brązowy medalista w skoku wzwyż

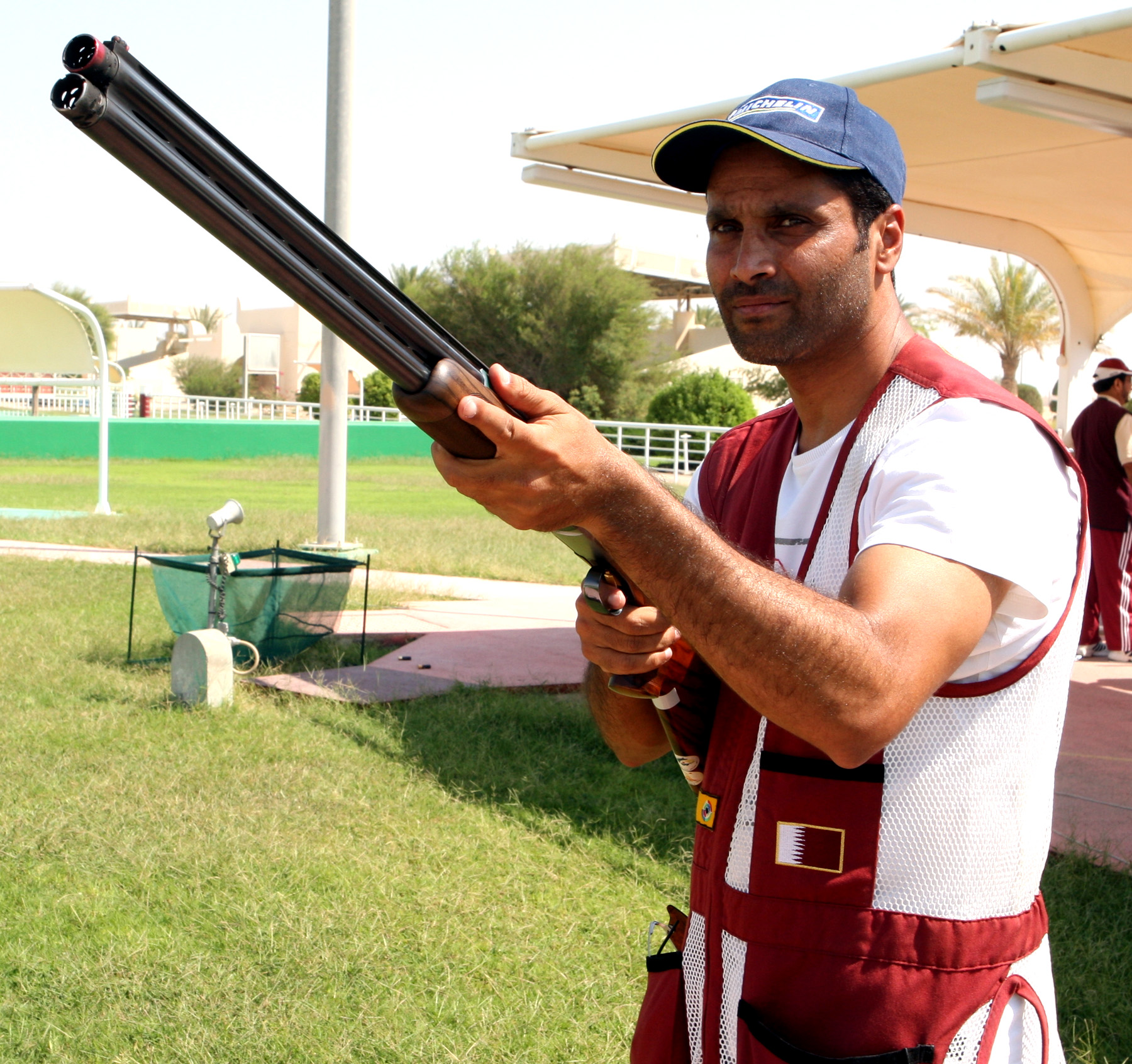
Nasser Al-Attiyah – brązowy medalista w skeecie

## Medaliści
- Nasir al-Atijja – strzelectwo – trap podwójny mężczyzn
- Mutaz Essa Barshim – lekkoatletyka – skok wzwyż mężczyzn

## Reprezentanci

### Lekkoatletyka
Mężczyźni
| Zawodnik           | Konkurencja | Eliminacje | Eliminacje | Półfinał | Półfinał | Finał   | Finał   |
| Zawodnik           | Konkurencja | Wynik      | Miejsce    | Wynik    | Miejsce  | Wynik   | Miejsce |
| ------------------ | ----------- | ---------- | ---------- | -------- | -------- | ------- | ------- |
| Mohammed Al-Qarni  | 1500 m      | 3:39,67    | 5.         | 3:36,78  | 9.       | NQ      | NQ      |
| Mohammed Bakheet   | maraton     | —          | —          | —        | —        | 2:25:17 | 68.     |
| Musaab Balah       | 800 m       | 1:46,37    | 2.         | 1:47,52  | 7.       | NQ      | NQ      |
| Hamza Driouch      | 1500 m      | 3:39,67    | 2.         | 3:49,40  | 11.      | NQ      | NQ      |
| Mutaz Essa Barshim | skok wzwyż  | 2.26       | 3.         | —        | —        | 2.29    | brąz    |

Kobiety
| Zawodnik      | Konkurencja | Eliminacje | Eliminacje | Ćwierćfinał | Ćwierćfinał | Półfinał | Półfinał | Finał | Finał   |
| Zawodnik      | Konkurencja | Wynik      | Miejsce    | Wynik       | Miejsce     | Wynik    | Miejsce  | Wynik | Miejsce |
| ------------- | ----------- | ---------- | ---------- | ----------- | ----------- | -------- | -------- | ----- | ------- |
| Noor Al-Malki | 100 m       | DNF        | DNF        | NQ          | NQ          | NQ       | NQ       | NQ    | NQ      |

### Pływanie
Mężczyźni
| Zawodnik    | Konkurencja           | Eliminacje | Eliminacje | Półfinał | Półfinał | Finał | Finał   |
| Zawodnik    | Konkurencja           | Czas       | Miejsce    | Czas     | Miejsce  | Czas  | Miejsce |
| ----------- | --------------------- | ---------- | ---------- | -------- | -------- | ----- | ------- |
| Ahmed Atari | 400 m stylem zmiennym | 5:21,30    | 36.        | NQ       | NQ       | NQ    | NQ      |

Kobiety
| Zawodnik    | Konkurencja          | Eliminacje | Eliminacje | Półfinał | Półfinał | Finał | Finał   |
| Zawodnik    | Konkurencja          | Czas       | Miejsce    | Czas     | Miejsce  | Czas  | Miejsce |
| ----------- | -------------------- | ---------- | ---------- | -------- | -------- | ----- | ------- |
| Nada Arkaji | 50 m stylem dowolnym | 30,89      | 58.        | NQ       | NQ       | NQ    | NQ      |

### Strzelectwo
Mężczyźni
| Zawodnik        | Konkurencja   | Kwalifikacje | Kwalifikacje | Finał | Finał   |
| Zawodnik        | Konkurencja   | Wynik        | Pozycja      | Wynik | Pozycja |
| --------------- | ------------- | ------------ | ------------ | ----- | ------- |
| Rashid Al-Thaba | trap          | 121          | 10.          | NQ    | NQ      |
| Rashid Al-Thaba | trap podwójny | 136          | 7.           | NQ    | NQ      |
| Nasir al-Atijja | skeet         | 121          | 4.           | 144   | brąz    |

Kobiety
| Zawodnik        | Konkurencja                             | Kwalifikacje | Kwalifikacje | Finał | Finał   |
| Zawodnik        | Konkurencja                             | Wynik        | Pozycja      | Wynik | Pozycja |
| --------------- | --------------------------------------- | ------------ | ------------ | ----- | ------- |
| Bahiya Al-Hamad | karabin małokalibrowy trzy postawy 50 m | 555          | 46.          | NQ    | NQ      |
| Bahiya Al-Hamad | karabin pneumatyczny 10 m               | 395          | 17.          | NQ    | NQ      |

### Tenis stołowy
| Zawodnik  | Konkurencja   | Eliminacje       | Runda 1          | Runda 2          | Runda 3          | 1/8 finału       | Ćwierćfinały     | Półfinały        | Finał            | Finał   |
| Zawodnik  | Konkurencja   | Przeciwnik Wynik | Przeciwnik Wynik | Przeciwnik Wynik | Przeciwnik Wynik | Przeciwnik Wynik | Przeciwnik Wynik | Przeciwnik Wynik | Przeciwnik Wynik | Pozycja |
| --------- | ------------- | ---------------- | ---------------- | ---------------- | ---------------- | ---------------- | ---------------- | ---------------- | ---------------- | ------- |
| Aya Majdi | singel kobiet | Zhang Mo P 0–4   | NQ               | NQ               | NQ               | NQ               | NQ               | NQ               | NQ               | NQ      |